# آرون پولیتز
آرون پولیتز (آلمانی: Aron Pollitz; ۱۱ فوریهٔ ۱۸۹۶ – ۱۳ نوامبر ۱۹۷۷) بازیکن فوتبال اهل سوئیس بود.
وی به همراه تیم ملی فوتبال سوئیس به مدال نقره مسابقات فوتبال در بازی‌های المپیک تابستانی ۱۹۲۴ دست پیدا کرده است.